# Plaza de Vasconia
La plaza de Vasconia es un espacio público de la ciudad española de San Sebastián.

## Descripción
La plaza, sita en la orilla derecha del río Urumea, está delimitada por la Gran Vía y la calle de José María Soroa. Se inauguró en 1913, con un acto al que acudieron representantes de las capitales vasca y navarra y de las cuatro diputaciones. Aparece descrita en Las calles de San Sebastián (1916) de Serapio Múgica Zufiria con las siguientes palabras:

Plaza de Vasconia.—En sesión de 3 de Enero de 1913, se acordó llamarla así «para recordar al que entra en la población algo que se siente y se ama y llega al fondo de nuestro ser.» Así dice la resolución del Ayuntamiento: los términos son tan expresivos y tan elocuentes, que excusan todo comentario. La Vasconia de que hablan los antiguos no abarcaba ni con mucho, los límites del territorio vasco. De Guipúzcoa solo una porción reducida, la que media entre el Urumea y el Bidasoa pertenecía a los vascones, pero para el uso vulgar Vasconia y país vasco vienen a ser voces sinónimas. A ese concepto vulgar responde el nombre de esta Plaza, teniendo por cierto que el pueblo no se fija en los perfiles de la investigación y de la crítica, sino que admite como bueno lo que la tradición le enseña. En sesión de 2 de Julio de 1913, para dar mayor solemnidad al acto de inauguración de esta Plaza, se acordó invitar a las Diputaciones de las Provincias Vascongadas y Navarra y a los Alcaldes de las cuatro capitales, y así se hizo. La «Plaza de Vasconia» se halla a la entrada del puente de Santa Catalina, en la orilla derecha del Urumea.
(Múgica Zufiria, 1916, p. 167)